# Hypocera mordellaria
Hypocera mordellaria är en tvåvingeart som först beskrevs av Fallen 1823.  Hypocera mordellaria ingår i släktet Hypocera och familjen puckelflugor. Arten är reproducerande i Sverige. Inga underarter finns listade i Catalogue of Life.